# Bruno Antoine
Bruno Antoine (16 april 1959) is een Belgisch syndicalist en bestuurder.

## Levensloop
Antoine werd in 2017 voorzitter van het Waals ACV in opvolging van Philippe Yerna. Pierre Cuppens volgde hem in 2022 in deze hoedanigheid op.